# Chironomus nigerilateralis
Chironomus nigerilateralis är en tvåvingeart som beskrevs av Tokunaga 1964. Chironomus nigerilateralis ingår i släktet Chironomus och familjen fjädermyggor. Inga underarter finns listade i Catalogue of Life.